# Shvetsov ASh-82
Lo Shvetsov ASh-82 (in caratteri cirillici АШ-82), citato anche come M-82, era un motore aeronautico radiale 14 cilindri doppia stella raffreddato ad aria, progettato dall'OKB 19 diretto da Arkadij Dmitrievič Švecov e sviluppato in Unione Sovietica tra la fine degli anni trenta e l'inizio degli anni quaranta.
Sviluppato dallo Shvetsov M-62, a sua volta sviluppo dell'M-25 a singola stella, una versione prodotta su licenza dello statunitense Wright R-1820 Cyclone, venne fornito ad alcuni modelli di caccia di produzione sovietica in servizio durante la seconda guerra mondiale.

## Versioni

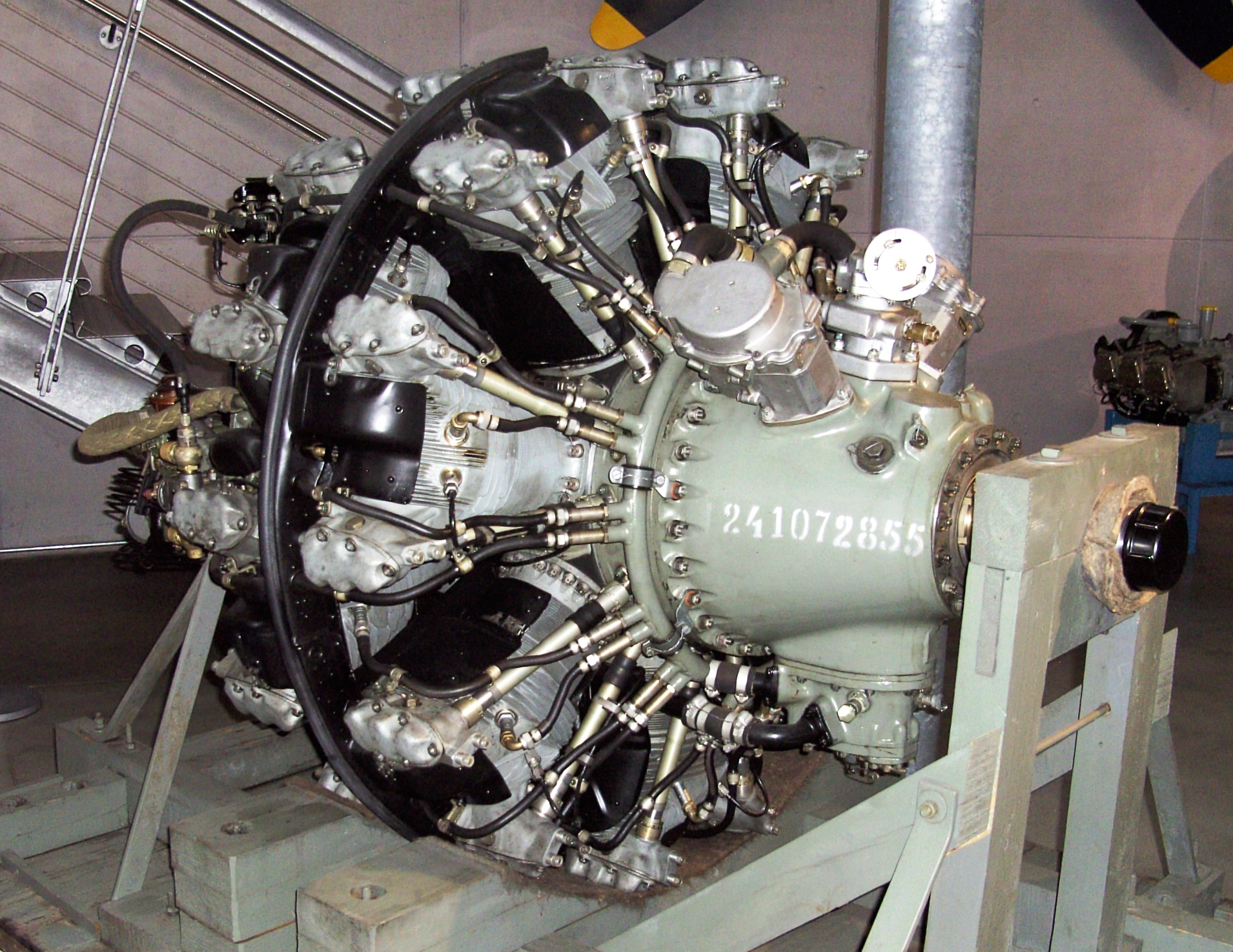
La versione ASh-82T.

ASh-82-111 (M-82-111)
primo ASh-82 prodotto in serie, dotato di alimentazione a carburatori e sovralimentazione con un compressore a singolo stadio e due velocità. Questa versione soffriva di problemi di lubrificazione e di formazione di ghiaccio nel carburatore in condizioni di freddo estremo.
ASh-82-112 (M-82-112)
sviluppo dell'M-82-111 caratterizzato da un maggiore intervallo di manutenzione programmata (TBO) e maggiore affidabilità. Vennero ridisegnati i carburatori, l'impianto di lubrificazione, l'ingranaggeria della demoltiplica interposta tra l'albero ed il mozzo dell'elica, il turbocompressore e il sistema di distribuzione OHV. La nuova versione riuscì a migliorare le caratteristiche generali del motore nel duro inverno russo.
ASh-82F (M-82F)
sostanzialmente identico al precedente ASh-82, tranne per un TBO ulteriormente allungato ed il miglioramento dell'impianto di lubrificazione che ne consentì il funzionamento costante alla potenza massima (la designazione, dal cirillico Форсированный, traslitterato in Forsirovannyj, indica "potenziato").
ASh-82FN (M-82FN)
versione dotata di iniezione diretta (dal cirillico Форсированный Непосредственно, traslitterato in Forsirovannyj Neposredstvenno).
ASh-82T (M-82T)

ASh-82V (M-82V)
versione dotata di ventola di raffreddamento destinata ad equipaggiare gli elicotteri Mil Mi-4 e Yakovlev Yak-24.

## Apparecchi utilizzatori
Unione Sovietica
- Amtorg KM-2 (sviluppo del Consolidated PBY Catalina, costruito su licenza dell'azienda statunitense)
- Gudkov Gu-82 (solo sul prototipo)
- Ilyushin Il-2 (solo sul prototipo)
- Ilyushin Il-12
- Ilyushin Il-14
- Kocherigin OPB-5 (solo sul prototipo)
- Lavochkin La-5
- Lavochkin La-7
- Lavochkin La-9
- Lavochkin La-11
- Mikoyan-Gurevich MiG-5
- Mikoyan-Gurevich I-210 (1941 prototipo)
- Mikoyan-Gurevich I-211 (prototipo)
- Mil Mi-4
- Petlyakov Pe-2
- Petlyakov Pe-8
- Polikarpov I-185 (prototipo)
- Sukhoi Su-2
- Sukhoi Su-7 (1944)
- Sukhoi Su-12
- Tupolev Tu-2
- Yakovlev Yak-24